# Karlsruher Sport-Club Mühlburg-Phönix 1988-1989
Questa voce raccoglie le informazioni riguardanti il Karlsruher Sport-Club Mühlburg-Phönix nelle competizioni ufficiali della stagione 1988-1989.

## Stagione
Nella stagione 1988-1989 il Karlsruhe, allenato da Winfried Schäfer, concluse il campionato di Bundesliga al 11º posto. In Coppa di Germania il Karlsruhe fu eliminato ai quarti di finale dal Borussia Dortmund.

## Rosa
| N. |                     | Ruolo | Calciatore         |
| -- | ------------------- | ----- | ------------------ |
| 2  | Germania (bandiera) | D     | Gunther Metz       |
| 4  | Germania (bandiera) | D     | Michael Wittwer    |
|    | Germania (bandiera) | P     | Alexander Famulla  |
|    | Germania (bandiera) | P     | Oliver Kahn        |
|    | Croazia (bandiera)  | D     | Srećko Bogdan      |
|    | Germania (bandiera) | D     | Oliver Kreuzer     |
|    | Germania (bandiera) | D     | Jenner Külbag      |
|    | Germania (bandiera) | D     | Thomas Süss        |
|    | Germania (bandiera) | D     | Karl-Heinz Wöhrlin |
|    | Germania (bandiera) | C     | Michael Harforth   |
|    | Germania (bandiera) | C     | Fabrizio Hayer     |
|    | Germania (bandiera) | C     | Frank Kastner      |

| N. |                     | Ruolo | Calciatore        |
| -- | ------------------- | ----- | ----------------- |
|    | Serbia (bandiera)   | C     | Milorad Pilipović |
|    | Germania (bandiera) | C     | Rainer Scharinger |
|    | Germania (bandiera) | C     | Lars Schmidt      |
|    | Germania (bandiera) | C     | Mehmet Scholl     |
|    | Germania (bandiera) | C     | Michael Spies     |
|    | Germania (bandiera) | C     | Michael Sternkopf |
|    | Germania (bandiera) | C     | Wolfgang Trapp    |
|    | Germania (bandiera) | A     | Arno Glesius      |
|    | Germania (bandiera) | A     | Jochen Heisig     |
|    | Germania (bandiera) | A     | Helmut Hermann    |
|    | Germania (bandiera) | A     | Bernhard Raab     |
|    | Germania (bandiera) | A     | Daniel Simmes     |

## Organigramma societario
Area tecnica
- Allenatore: Winfried Schäfer
- Allenatore in seconda:
- Preparatore dei portieri:
- Preparatori atletici:

## Calciomercato

### Sessione estiva
| Acquisti | Acquisti       | Acquisti          | Acquisti |
| R.       | Nome           | da                | Modalità |
| -------- | -------------- | ----------------- | -------- |
| C        | Fabrizio Hayer | Kaiserslautern    |          |
| A        | Daniel Simmes  | Borussia Dortmund |          |

| Cessioni | Cessioni        | Cessioni              | Cessioni |
| R.       | Nome            | a                     | Modalità |
| -------- | --------------- | --------------------- | -------- |
| C        | Günter Franusch | VfL Neckarau          |          |
| P        | Stefan Wimmer   | Rot-Weiss Francoforte |          |

### Sessione invernale
| Acquisti | Acquisti | Acquisti | Acquisti |
| R.       | Nome     | da       | Modalità |
| -------- | -------- | -------- | -------- |

| Cessioni | Cessioni | Cessioni | Cessioni |
| R.       | Nome     | a        | Modalità |
| -------- | -------- | -------- | -------- |

## Risultati

### Bundesliga

#### Girone di andata
| Arbitro: | Pauly |

|                     |           |                                        |
| Drews 16’ Reich 52’ | Marcatori | 19’ Glesius 20’ Spies 87’ (aut.) Geils |

| Arbitro: | Zimmermann |

|                        |           |                        |
| Harforth 56’ Spies 85’ | Marcatori | 11’ Wohlfarth 71’ Thon |

| Arbitro: | Umbach |

|                     |           |                             |
| Grabosch 17’ (rig.) | Marcatori | 34’, 88’ Harforth 56’ Spies |

| Arbitro: | Kriegelstein |

|                                          |           |              |
| Glesius 31’ Raab 88’ Harforth 89’ (rig.) | Marcatori | 51’ Steubing |

| Arbitro: | Harder |

|                                                               |           |           |
| Allofs 18’, 48’ (rig.), 72’ Povlsen 23’ Janßen 59’ Engels 61’ | Marcatori | 28’ Spies |

| Arbitro: | Mierswa |

|  |           |           |
|  | Marcatori | 42’ Kuntz |

| Arbitro: | Broska |

|            |           |                                |
| Kristl 64’ | Marcatori | 29’ Süss 54’ Bogdan 77’ Simmes |

| Arbitro: | Strigel |

|          |           |                           |
| Süss 42’ | Marcatori | 36’, 87’ Leifeld 83’ Nehl |

| Arbitro: | Brehm |

|            |           |  |
| Schulz 36’ | Marcatori |  |

| Arbitro: | Assenmacher |

|                              |           |                 |
| Trapp 35’ (rig.) Glesius 83’ | Marcatori | 7’ (rig.) Finke |

| Arbitro: | Tritschler |

|                        |           |  |
| Simmes 43’ Hermann 88’ | Marcatori |  |

| Arbitro: | Richmann |

|            |           |           |
| Furtok 48’ | Marcatori | 31’ Spies |

| Arbitro: | Pauly |

|                                                     |           |         |
| Glesius 27’ Harforth 44’ (rig.) Simmes 71’ Süss 89’ | Marcatori | 9’ Kohr |

| Arbitro: | Wiesel |

|         |           |  |
| Cha 82’ | Marcatori |  |

| Arbitro: | Wiesel |

|                          |           |                       |
| Hermann 7’ Pilipović 21’ | Marcatori | 24’ Criens 90’ Thiele |

| Arbitro: | Löwer |

|                       |           |             |
| Neubarth 9’, 57’, 64’ | Marcatori | 82’ Kastner |

| Karlsruhe 3 dicembre 1988, ore 15:30 CET 17ª giornata | Karlsruhe | 0 – 0 referto | Borussia Dortmund | Wildparkstadion (17 000 spett.)\| Arbitro: \| Föckler \| |
| Arbitro:                                              | Föckler   |               |                   |                                                          |

#### Girone di ritorno
| Arbitro: | Broska |

|                       |           |  |
| Heisig 34’ Simmes 59’ | Marcatori |  |

| Arbitro: | Assenmacher |

|                                |           |                       |
| Wegmann 27’ Wohlfarth 35’, 75’ | Marcatori | 64’ Trapp 73’ Hermann |

| Arbitro: | Scheuerer |

|               |           |  |
| Pilipović 56’ | Marcatori |  |

| Arbitro: | Föckler |

|            |           |  |
| Zander 34’ | Marcatori |  |

| Karlsruhe 18 marzo 1989, ore 15:30 CET 22ª giornata | Karlsruhe | 0 – 0 referto | Colonia | Wildparkstadion (26 000 spett.)\| Arbitro: \| Theobald \| |
| Arbitro:                                            | Theobald  |               |         |                                                           |

| Arbitro: | Matheis |

|  |           |                           |
|  | Marcatori | 18’, 59’ Spies 33’ Simmes |

| Arbitro: | Werner |

|            |           |            |
| Bogdan 87’ | Marcatori | 88’ Kristl |

| Arbitro: | Osmers |

|                         |           |  |
| Leifeld 35’ (rig.), 84’ | Marcatori |  |

| Arbitro: | Pauly |

|                  |           |                       |
| Trapp 18’ (rig.) | Marcatori | 8’, 17’, 87’ Turowski |

| Arbitro: | Broska |

|                  |           |  |
| Dais 44’ Lux 90’ | Marcatori |  |

| Arbitro: | Umbach |

|                          |           |  |
| Klinsmann 5’ Gaudino 67’ | Marcatori |  |

| Arbitro: | Kriegelstein |

|                            |           |                            |
| Trapp 42’ (rig.) Spies 52’ | Marcatori | 37’ Spörl 71’ (rig.) Kaltz |

| Arbitro: | Weber |

|              |           |                      |
| Labbadia 51’ | Marcatori | 37’ Spies 49’ Simmes |

| Arbitro: | Mierswa |

|                               |           |                             |
| Sternkopf 6’ Trapp 67’ (rig.) | Marcatori | 52’, 69’ Buncol 84’ Leśniak |

| Arbitro: | Föckler |

|                 |           |          |
| Hochstätter 80’ | Marcatori | 7’ Spies |

| Arbitro: | Matheis |

|                  |           |  |
| Trapp 13’ (rig.) | Marcatori |  |

| Arbitro: | Harder |

|                                         |           |                         |
| Möller 34’ Breitzke 51’ Zorc 85’ (rig.) | Marcatori | 16’ Sternkopf 77’ Trapp |

### Coppa di Germania
| Arbitro: | Brehm |

|                |           |              |
| Spies 54’, 73’ | Marcatori | 70’ Grabosch |

| Arbitro: | Theobald |

|             |           |            |
| Brunner 50’ | Marcatori | 81’ Heisig |

| Arbitro: | Weber |

|            |           |  |
| Bogdan 54’ | Marcatori |  |

| Arbitro: | Heitmann |

|                                |           |                                       |
| Wohlfarth 11’ Wegmann 41’, 59’ | Marcatori | 8’, 35’ Hermann 75’ Heisig 83’ Bogdan |

| Arbitro: | Dellwing |

|                 |           |  |
| Zorc 29’ (rig.) | Marcatori |  |

## Statistiche

### Statistiche di squadra
| Competizione      | Punti | In casa | In casa | In casa | In casa | In casa | In casa | In trasferta | In trasferta | In trasferta | In trasferta | In trasferta | In trasferta | Totale | Totale | Totale | Totale | Totale | Totale | DR |
| Competizione      | Punti | G       | V       | N       | P       | Gf      | Gs      | G            | V            | N            | P            | Gf           | Gs           | G      | V      | N      | P      | Gf     | Gs     | DR |
| ----------------- | ----- | ------- | ------- | ------- | ------- | ------- | ------- | ------------ | ------------ | ------------ | ------------ | ------------ | ------------ | ------ | ------ | ------ | ------ | ------ | ------ | -- |
| Bundesliga        | 32    | 17      | 7       | 6       | 4       | 26      | 20      | 17           | 5            | 2            | 10           | 22           | 31           | 34     | 12     | 8      | 14     | 48     | 51     | -3 |
| Coppa di Germania | -     | 2       | 2       | 0       | 0       | 3       | 1       | 3            | 1            | 1            | 1            | 5            | 5            | 5      | 3      | 1      | 1      | 8      | 6      | +2 |
| Totale            | 32    | 19      | 9       | 6       | 4       | 29      | 21      | 20           | 6            | 3            | 11           | 27           | 36           | 39     | 15     | 9      | 15     | 56     | 57     | -1 |

### Andamento in campionato
| Giornata  | 1 | 2 | 3 | 4 | 5 | 6 | 7 | 8 | 9  | 10 | 11 | 12 | 13 | 14 | 15 | 16 | 17 | 18 | 19 | 20 | 21 | 22 | 23 | 24 | 25 | 26 | 27 | 28 | 29 | 30 | 31 | 32 | 33 | 34 |
| --------- | - | - | - | - | - | - | - | - | -- | -- | -- | -- | -- | -- | -- | -- | -- | -- | -- | -- | -- | -- | -- | -- | -- | -- | -- | -- | -- | -- | -- | -- | -- | -- |
| Luogo     | T | C | T | C | T | C | T | C | T  | C  | C  | T  | C  | T  | C  | T  | C  | C  | T  | C  | T  | C  | T  | C  | T  | C  | T  | T  | C  | T  | C  | T  | C  | T  |
| Risultato | V | N | V | V | P | P | V | P | P  | V  | V  | N  | V  | P  | N  | P  | N  | V  | P  | V  | P  | N  | V  | N  | P  | P  | P  | P  | N  | V  | P  | N  | V  | P  |
| Posizione | 3 | 5 | 1 | 2 | 5 | 8 | 6 | 7 | 11 | 9  | 7  | 8  | 5  | 8  | 8  | 8  | 8  | 8  | 8  | 6  | 9  | 9  | 6  | 6  | 8  | 9  | 10 | 12 | 12 | 10 | 12 | 11 | 9  | 11 |

Legenda:

Luogo: C = Casa; T = Trasferta. Risultato: V = Vittoria; N = Pareggio; P = Sconfitta.

### Statistiche dei giocatori
| Giocatore     | Bundesliga | Bundesliga | Bundesliga  | Bundesliga | Coppa di Germania | Coppa di Germania | Coppa di Germania | Coppa di Germania | Totale   | Totale | Totale      | Totale     |
| Giocatore     | Presenze   | Reti       | Ammonizioni | Espulsioni | Presenze          | Reti              | Ammonizioni       | Espulsioni        | Presenze | Reti   | Ammonizioni | Espulsioni |
| ------------- | ---------- | ---------- | ----------- | ---------- | ----------------- | ----------------- | ----------------- | ----------------- | -------- | ------ | ----------- | ---------- |
| S. Bogdan     | 31         | 2          | 8           | 0          | 5                 | 2                 | 0                 | 0                 | 36       | 4      | 8           | 0          |
| A. Famulla    | 33         | 0          | 0           | 0          | 5                 | 0                 | 0                 | 0                 | 38       | 0      | 0           | 0          |
| A. Glesius    | 17         | 4          | 3           | 0          | 2                 | 0                 | 0                 | 0                 | 19       | 4      | 3           | 0          |
| M. Harforth   | 23         | 5          | 1           | 1          | 4                 | 0                 | 0                 | 0                 | 27       | 5      | 1           | 1          |
| F. Hayer      | 2          | 0          | 0           | 0          | 0                 | 0                 | 0                 | 0                 | 2        | 0      | 0           | 0          |
| J. Heisig     | 17         | 1          | 0           | 0          | 4                 | 2                 | 1                 | 0                 | 21       | 3      | 1           | 0          |
| H. Hermann    | 28         | 3          | 3           | 0          | 5                 | 2                 | 2                 | 0                 | 33       | 5      | 5           | 0          |
| O. Kahn       | 2          | 0          | 0           | 0          | 0                 | 0                 | 0                 | 0                 | 2        | 0      | 0           | 0          |
| F. Kastner    | 16         | 1          | 5           | 0          | 2                 | 0                 | 2                 | 0                 | 18       | 1      | 7           | 0          |
| O. Kreuzer    | 34         | 0          | 2           | 0          | 5                 | 0                 | 1                 | 0                 | 39       | 0      | 3           | 0          |
| J. Külbag     | 1          | 0          | 0           | 0          | 0                 | 0                 | 0                 | 0                 | 1        | 0      | 0           | 0          |
| G. Metz       | 28         | 0          | 4           | 0          | 5                 | 0                 | 0                 | 0                 | 33       | 0      | 4           | 0          |
| M. Pilipović  | 22         | 2          | 5           | 1          | 2                 | 0                 | 0                 | 0                 | 24       | 2      | 5           | 1          |
| B. Raab       | 13         | 1          | 0           | 0          | 2                 | 0                 | 0                 | 0                 | 15       | 1      | 0           | 0          |
| R. Scharinger | 1          | 0          | 0           | 0          | 0                 | 0                 | 0                 | 0                 | 1        | 0      | 0           | 0          |
| L. Schmidt    | 24         | 0          | 3           | 0          | 4                 | 0                 | 0                 | 0                 | 28       | 0      | 3           | 0          |
| M. Scholl     | 0          | 0          | 0           | 0          | 0                 | 0                 | 0                 | 0                 | 0        | 0      | 0           | 0          |
| D. Simmes     | 32         | 6          | 2           | 0          | 5                 | 0                 | 0                 | 0                 | 37       | 6      | 2           | 0          |
| M. Spies      | 33         | 10         | 4           | 0          | 4                 | 2                 | 0                 | 0                 | 37       | 12     | 4           | 0          |
| M. Sternkopf  | 4          | 2          | 1           | 0          | 0                 | 0                 | 0                 | 0                 | 4        | 2      | 1           | 0          |
| T. Süss       | 32         | 3          | 5           | 0          | 5                 | 0                 | 0                 | 0                 | 37       | 3      | 5           | 0          |
| W. Trapp      | 32         | 7          | 2           | 0          | 5                 | 0                 | 0                 | 0                 | 37       | 7      | 2           | 0          |
| M. Wittwer    | 2          | 0          | 0           | 0          | 0                 | 0                 | 0                 | 0                 | 2        | 0      | 0           | 0          |
| K. Wöhrlin    | 10         | 0          | 0           | 0          | 1                 | 0                 | 0                 | 0                 | 11       | 0      | 0           | 0          |